# هنري الخامس (فلم)
هنري الخامس (بالإنجليزية: Henry V) هو فيلم دراما تم إنتاجه في المملكة المتحدة وصدر في سنة 1944. الفيلم من إخراج لورنس أوليفيه وكتابة لورنس أوليفيه.

## بطولة
- لورنس أوليفيه

## الميزانية والإيرادات
بلغت تكلفة إنتاج الفيلم حوالي £475,708 (or 2 مليون دولار) بينما حقق أرباحا تقدر بـ 3 ملايين دولار ().

### ترشيحات وجوائز
| السنة | الحدث  | الفئة     | النتيجة |
| ----- | ------ | --------- | ------- |
|       | أوسكار | أفضل فيلم | ترشـيـح |

## وصلات خارجية
- مقالات تستعمل روابط فنية بلا صلة مع ويكي بيانات

1. ↑  "معلومات عن هنري الخامس (فيلم) على موقع dfi.dk". dfi.dk. مؤرشف من الأصل في 2019-12-15.
2. ↑  "معلومات عن هنري الخامس (فيلم) على موقع allocine.fr". allocine.fr. مؤرشف من الأصل في 2019-06-26.
3. ↑  "معلومات عن هنري الخامس (فيلم) على موقع movie.walkerplus.com". movie.walkerplus.com. مؤرشف من الأصل في 2019-12-15.